# バーノ・フィリップス
バーノ・フィリップス（Verno Phillips、1969年11月29日 - ）は、アメリカ合衆国の男性プロボクサー。元WBO・IBF世界スーパーウェルター級王者。

## 来歴
アマチュアボクシングで64戦52勝12敗という戦績を残した。
1988年1月23日、プロデビュー。
1993年10月30日、WBO世界スーパーウェルター級王座決定戦でルペ・アキノと対戦し、7回TKO勝ちで王座を獲得した。
1995年5月17日、ジャンフランコ・ロッシ（イタリア）と対戦し、0-3の判定負けを喫するも、試合後のドラッグテストでロッシに陽性反応が出たため、無効試合となり王座の移動はなかった。
1995年11月22日、ポール・ジョーンズ（イングランド）と対戦し、0-2の判定負けで王座から陥落した。
1997年5月21日、ジャンフランコ・ロッシとWBU世界スーパーウェルター級王座決定戦で再戦し、2-0の判定勝ちで王座を獲得した。以後、2度の防衛に成功した。
2004年6月5日、IBF世界スーパーウェルター級王座決定戦でカルロス・ボホルケス（メキシコ）と対戦し、6回終了時TKO勝ちで王座を獲得した。
2004年10月2日、初防衛戦でカシム・オウマ（ウガンダ）と対戦し、0-3の判定負けで王座から陥落した。
2008年3月27日、IBF世界スーパーウェルター級王者コーリー・スピンクス（アメリカ）に指名挑戦者として挑戦し、2-1の判定勝ちで王座を獲得した。
2008年11月29日、WBO世界スーパーウェルター級暫定王座決定戦でポール・ウィリアムス（アメリカ）と対戦し、8回TKO負けで王座獲得ならず。当初はIBFの初防衛戦になるはずであったが、コーリー・スピンクスとの再戦を拒否したとして王座を剥奪され、WBO暫定王座戦に変更になった。

## 獲得タイトル
- 第2代WBO世界スーパーウェルター級王座（防衛3度）
- 第16代IBF世界スーパーウェルター級王座（防衛0度）
- 第20代IBF世界スーパーウェルター級王座（防衛0度）